# Эйтчисон, Мэри
Мэ́ри Э́йтчисон (англ. Mary Aitchison) — английская кёрлингистка.
В составе женской сборной Англии участница первого чемпионата мира 1979 (заняли одиннадцатое место) и двух чемпионатов Европы (лучший результат — пятое место в 1977). Двукратная чемпионка Англии среди женщин. В составе женской сборной ветеранов Англии участница чемпионата мира 2005 (заняли шестое место)
Играла на позициях второго и первого.

## Достижения
- Чемпионат Англии по кёрлингу среди женщин: золото (1976, 1979).

## Команды
| Сезон   | Четвёртый      | Третий          | Второй        | Первый        | Запасной       | Турниры                       |
| ------- | -------------- | --------------- | ------------- | ------------- | -------------- | ----------------------------- |
| 1975—76 | Джанет Форрест | Энид Логан      | Мэри Эйтчисон | Дороти Шелл   |                | ЧАЖ 1976                      |
| 1977—78 | Джанет Форрест | Энид Логан      | Мэри Эйтчисон | Дороти Шелл   |                | ЧЕ 1977 (5 место)             |
| 1978—79 | Джанет Форрест | Энид Логан      | Мэри Эйтчисон | Дороти Шелл   |                | ЧАЖ 1979 · ЧМ 1979 (11 место) |
| 1979—80 | Джанет Форрест | Энид Логан      | Дороти Шелл   | Мэри Эйтчисон |                | ЧЕ 1979 (9 место)             |
| 2004—05 | Джоан Рид      | Glynnice Lauder | Venetia Scott | Moira Davison | Mary Aitchison | ЧМВ 2005 (6 место)            |

(скипы выделены полужирным шрифтом)